# 61 aC

## Esdeveniments

### Hispània
- Juli Cèsar pren el control de la península Ibèrica.

### República Romana
- Marc Pupi Pisó i Marc Valeri Messal·la Níger són cònsols.
- 29 de setembre - Gneu Pompeu Magne celebra el seu tercer triomf de victòries sobre els pirates i al final de les Guerres Mitridàtiques.

## Naixements
- Ptolemeu XIII Filopàtor, faraó. (també pot haver sigut en el 62 aC.)